# أسرار البنات (فلم 2001)
أسرار البنات فيلم مصري من إنتاج سنة 2001 بطولة كل من دلال عبد العزيز وسوسن بدر وشريف رمزى ومايا شيحة.

## أحداث الفيلم
تدور احداث الفيلم حول مشكله حدثت لفتاه في سن المراهقه وهي أنها حملت من أحد الشباب ولكنها ظلت عذراء وتدور أحداث الفيلم بعد أن وضعت ياسمين طفلها في شهره السابع مع تدارج لي الأحداث الماضيه مع تذكر ياسمين لها 

## ممثلين
| - دلال عبد العزيز:عواطف - شوقي شامخ:أحمد - معتزة عبد الصبور:نجلاء - عزت أبو عوف:خالد | - سوسن بدر:نادية - مايا شيحة:ياسمين - شريف رمزي:شادي - أشرف مصيلحي:طبيب | - تامر سمير - نور قدري:ندى - عمرو القاضي:صديق شادي |

- أحمد عزت - رباب إبراهيم - محمود الشنواني - لولا جلال - نشأت طلعت - ممدوح نوار - مي عبد الله - كريم حسام الدين - رباب محمد - غادة فلفل - محمد جمال - ماجي عاصم - نورهان نيازي - مدحت عطا الله - كاميليا جلال - سلمى حسن - أحمد عاطف - سليم الخولي - ياسمين ياسر - محمد البيطار - أحمد حجازي - توفيق الكردي - كوثر رمزي - إبراهيم عبد السلام - هبة بكري - مفيدة إبراهيم- أحمد مجدي
- عاصم عبد الله:طفل
- ملك منصور:طفلة

## روابط خارجية
- أسرار البنات على موقع IMDb (الإنجليزية)
- أسرار البنات على موقع نتفليكس (الإنجليزية)
- أسرار البنات على موقع قاعدة بيانات الأفلام العربية
- أسرار البنات على موقع Turner Classic Movies (الإنجليزية)
- أسرار البنات على موقع أول موفي (الإنجليزية)
- أسرار البنات على موقع فيلمافينيتي (الإسبانية)
- أسرار البنات على موقع قاعدة بيانات الفيلم (الإنجليزية)
- أسرار البنات على موقع ليتربوكسد (الإنجليزية)
- أسرار البنات على موقع كينوبويسك (الروسية)
- أسرار البنات على موقع الدهليز